# Rudopolje Bruvanjsko
Rudopolje Bruvanjsko naselje je u općini Gračac s oko 35 stanovnika. Ima samostalnu rimokatoličku župu Svetog Petra i Pavla. Ime je dobilo po rudniku željezne rude iz srednjeg vijeka, kad su za hrvatske velikaše Kurjakoviće još vadili rudu stari Saski rudari. 
Do Drugog svjetskog rata župa Rudopolje je imala preko 500 vjernika. Poslije Drugog svjetskog rata komunisti su prognali Hrvate. Najviše ih je izbjeglo u Slavoniju.
Danas je obnovljena župna crkva i uslijedio je povratak prognanih Hrvata.

## Stanovništvo
| broj stanovnika | 315   | 1274  | 1095  | 1338  | 1456  | 1340  | 1268  | 1288  | 634   | 607   | 575   | 396   | 280   | 212   | 31    | 31    | 30    |
|                 | 1857. | 1869. | 1880. | 1890. | 1900. | 1910. | 1921. | 1931. | 1948. | 1953. | 1961. | 1971. | 1981. | 1991. | 2001. | 2011. | 2021. |

## Vanjske poveznice
- Postupna obnova života u Rudopolju Bruvanjskom  Arhivirana inačica izvorne stranice od 28. veljače 2008. (Wayback Machine)

|  | Portal Hrvatske – Pristup člancima s tematikom o Hrvatskoj. |